# BLS RABe 525
Die RABe 525 sind Nahverkehrstriebzüge, die für die BLS Lötschbergbahn, heute BLS AG, entwickelt wurden. Aufgrund der Projektbezeichnung Niederflur-Nahverkehrszug erhielt das Produkt den Namen «NINA».

## Geschichte
Das Fahrzeug wurde Mitte der 1990er-Jahre von Vevey Technologies zusammen mit Bombardier-Talbot, Aachen (D), entwickelt und gebaut. Niederflurkonzept und Drehgestelltechnik stammen weitgehend von  den Triebzügen Talent, der von Bombardier-Talbot in Aachen entwickelt wurde. Die Drehgestelle weisen eine fast gleiche Konstruktion auf, die lediglich für die NINA angepasst wurde. Für die Elektrotechnik war die Firma Holec Machines & Apparaten – die spätere Alstom/Traxis – aus Ridderkerk (NL) zuständig, die, wie die Vevey Technologies zu dieser Zeit auch, zur Begemann-Gruppe aus den Niederlanden gehörte. Seit 2001 firmiert das Unternehmen Vevey Technologies als Bombardier Transportation (Schweiz). Die Fahrzeuge wurden weiterhin im Werk in Villeneuve VD hergestellt.
Die «NINA» wurden als zwei- bis vierteilige Triebzüge angeboten. Angetrieben werden sie von zwei zweiachsigen Triebdrehgestellen unter den Führerständen. Die Gelenke zwischen den einzelnen Wagenkästen stützen sich auf Jakobsdrehgestellen ab. Zusätzlich bot die Industrie auch fünf- oder mehrteilige Einheiten an. Bei diesen wäre dann auch noch mindestens ein Jakobsdrehgestell angetrieben gewesen. Bestellt wurden jedoch nur drei- und vierteilige Einheiten. Die Triebzüge zählen wie die Stadler GTW zu den Leichtbaufahrzeugen. Eine dreiteilige Einheit wiegt leer nur 78 Tonnen (zum Vergleich: eine Re 465 «Lok 2000» wiegt 84 Tonnen). Die Höchstgeschwindigkeit beträgt 140 km/h.

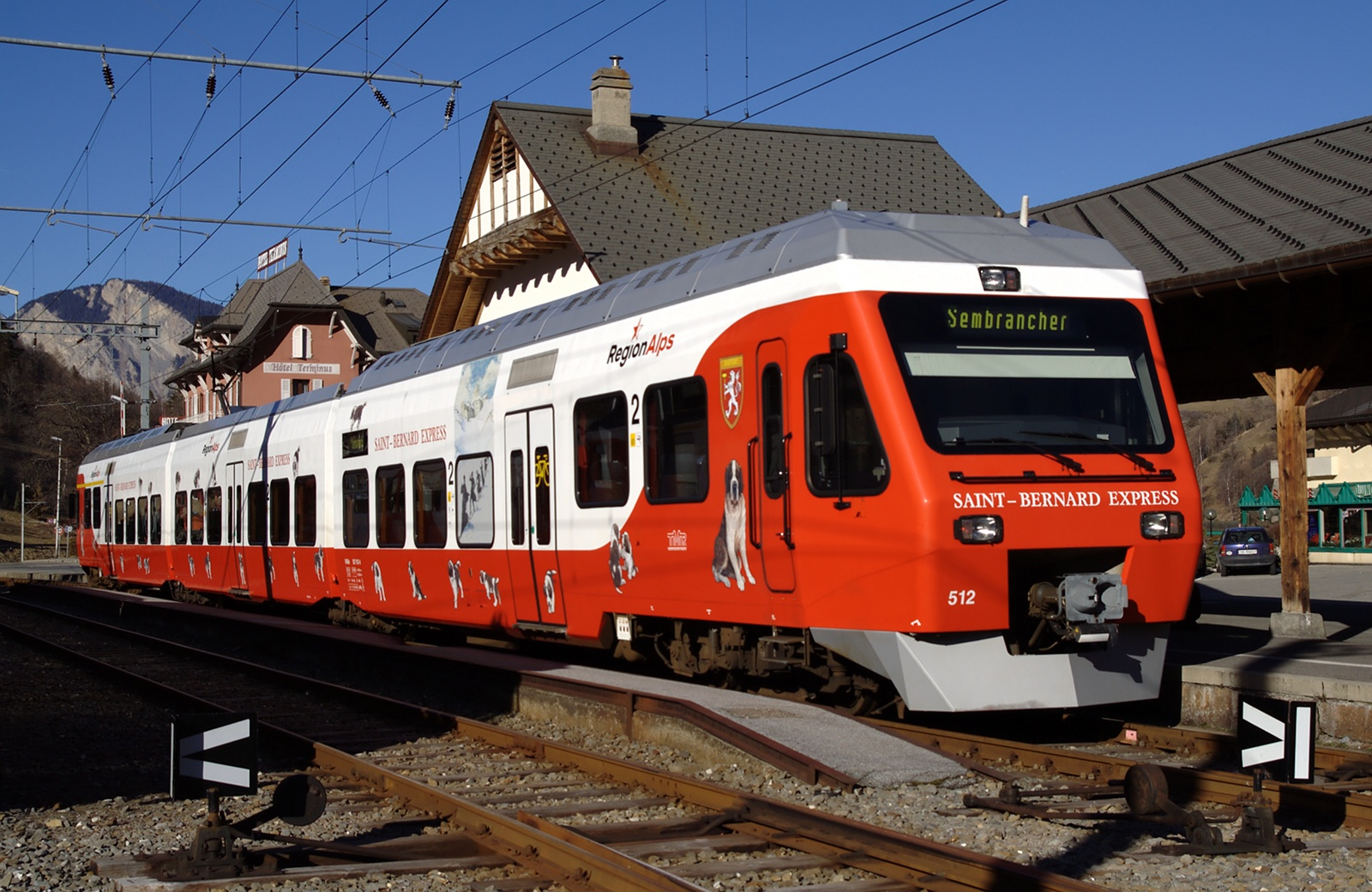
NINA der Regionalps

Die BLS beschaffte 1998 eine erste Serie von acht dreiteiligen Einheiten. Diese Triebzüge wurden nachträglich mit einer Toilette ausgerüstet. Im Jahre 2000 folgte eine Nachbestellung über sechs Einheiten, denen eine dritte Serie über 18 Fahrzeuge folgte, die Ende 2002 bestellt wurden. Mit der im Jahre 2003 erfolgten vierten Bestellung über vier Einheiten erhöhte sich der Bestand auf insgesamt 36 Einheiten. Um die Sitzplatzkapazität zu erhöhen, wurden im Jahre 2007 die dreizehn RABe 525 015 bis 027 um je einen Zwischenwagen zu vierteiligen Triebzügen verlängert. Ab 2009 erhielten die NINA eine Klimaanlage.
An die zweite Bestellung der BLS schlossen sich auch die Transports de Martigny et Régions (TMR) und die Transports Régionaux Neuchâtelois (TRN) an. Die TMR beschaffte drei Einheiten (RABe 527 511–513), die im Kanton Wallis im Auftrag der Regionalps eingesetzt wurden und 2009 von diesem Unternehmen übernommen worden sind. Die TRN beschaffte zwei NINA (RABe 527 321–322), die gemäss Ende 2007 abgeschlossener Vereinbarung in den Folgejahren von der BLS übernommen wurden. Die Einheit RABe 527 322 war bereits seit Anfang 2008 bei der BLS und wurde Ende September 2008 als RABe 525 038 in den Bestand der BLS eingereiht; zur Eröffnung des Berner Einkaufszentrums Westside wurde der Triebzug entsprechend beklebt. Nach der Entfernung dieser Werbung fuhr er ganz in weiss, mit einem roten Streifen auf der Stirnfront. Diese Einheit wurde nach Ablieferung der Nachbestellung von Lötschbergern an die Regionalps verkauft. Der RABe 525 037 wurde Anfang August 2009 ebenfalls in den Bestand der BLS eingereiht. Dieser Triebzug verkehrte seit Anfang Oktober 2009 in den Farben von Login Berufsbildung und wurde am 17. Oktober 2009 beim Bahnhof Langnau i. E. getauft. Im Mai 2016 wurde der RABe 525 037 modernisiert und verlor dabei die Werbung. Der RABe 525 036 hatte kurz nach Ablieferung einen Werbeanstrich für das Zentrum Paul Klee erhalten. Seit 2011 wirbt diese Einheit für die Berner Zeitung. Ebenfalls 2011 erhielt der RABe 525 035 eine Werbebeklebung für das Musical Alperose. Diese wurde im Sommer 2014 entfernt. Der RABe 525 015 wirbt seit dem 4. April 2013 für den Berner Hausberg Gurten. Seit Mitte Mai 2020 gibt es wieder eine NINA mit Werbung für die Login Berufsbildung, dieses Mal ist es der RABe 525 010. Der Zug RABe 525 013 ist an der Front als NINO 13 (statt NINA) angeschrieben.
Am 24. Dezember 2010 geriet die Einheit RABe 525 031 der BLS in Müntschemier in Brand und brannte fast vollständig aus. Die Kastenstruktur wurde dabei so stark geschädigt, dass der Triebzug abgebrochen werden musste. Als Ersatz wurde 2012 ein weiterer Lötschberger (RABe 535) beschafft.
2012 verkaufte die BLS die NINA 38 an die Regionalps. Im Zuge der Eintragung ins Nationale Rollmaterialregister (NVR) erhielten die anderen drei RA-Züge TSI-Nummern im Anschluss an die BLS-Züge, also 525 039–041.

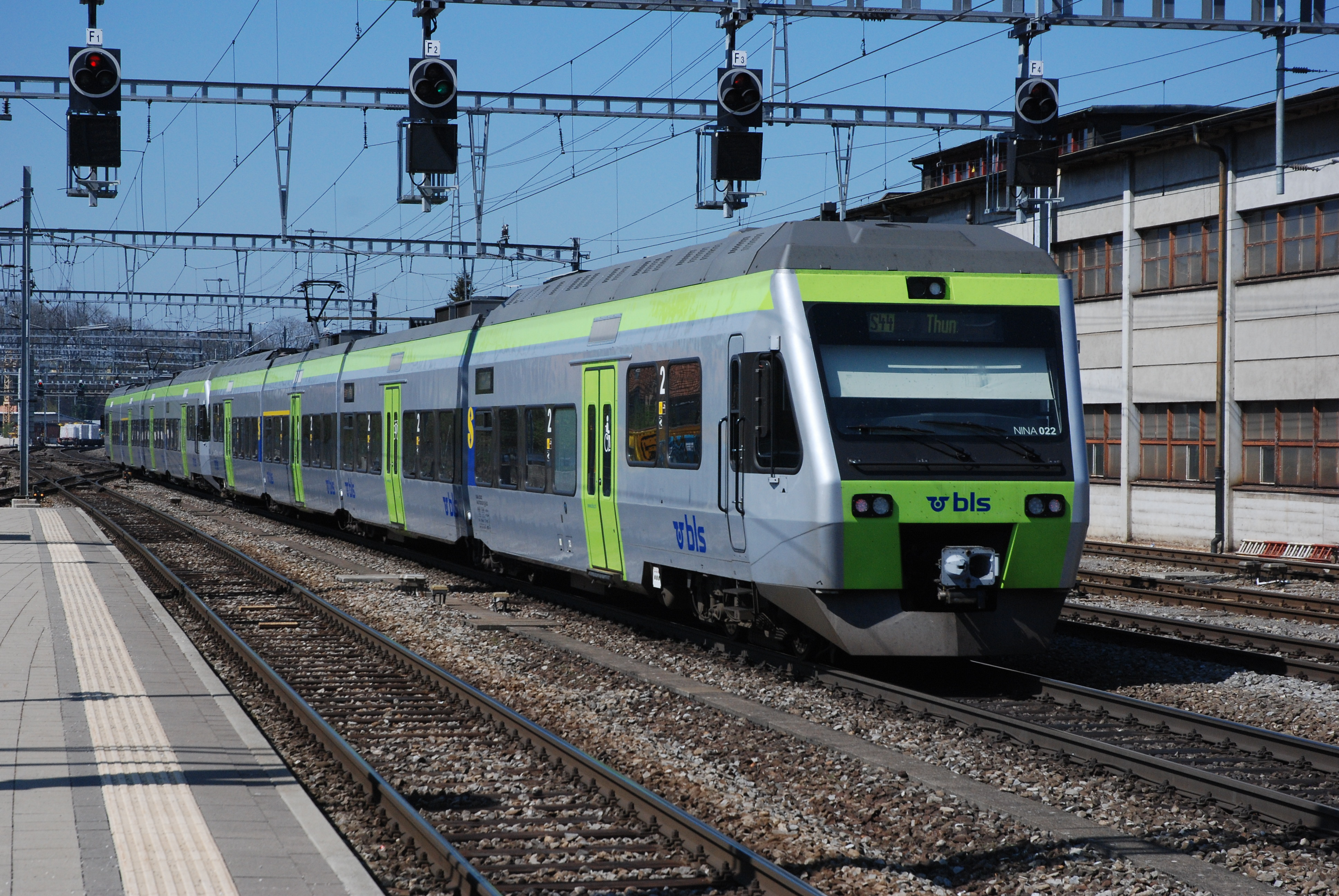
Zwei BLS-NINA nach dem Refit

2015 bis 2019 modernisierte die BLS ihre gesamte Nina-Flotte. Die 1. Klasse wird nicht mehr im Hochflurabteil sein, sondern in den Niederflurbereich versetzt. Zudem wird die Beleuchtung angepasst, so dass alle Abteile gut beleuchtet sind. Auch die Toiletten erhalten eine kleine Anpassung. Bei der 2. Klasse wird eine Stehplatzzone errichtet und die Farbgestaltung innen und aussen an den Fahrzeugen vereinheitlicht, so dass alle Züge dasselbe Design tragen. Im Juni 2019 wurde das Refit abgeschlossen.
Die Triebzüge kommen auf der S5, S44, S52 und vereinzelt auf der S41 der S-Bahn Bern zum Einsatz, sowie auf der S77 der S-Bahn Luzern. Auf der S6 und S7 verkehrten sie ebenfalls bis am 15. Dezember 2024. Anschliessend wurden sie durch die neuen RABe 528 MIKA ersetzt. Zusätzlich verkehren sie auf diversen Regio-Linien der BLS. Regionalps setzt sie auf dem Saint Bernard Express ein.

## Taufnamen
Die BLS taufte die NINA zuerst nach Gewässern in ihrem Einzugsgebiet. Später kam mit "Wankdorf" auch eine Haltestelle dazu und mit "Konolfingen" wurde erstmals ein Ort mit Wappen verwendet. Nach dem Refit wurden zwei weitere NINA mit Wappen von Orten getauft.

Aufgelistet sind nur die getauften Fahrzeuge:
| Betriebsnummer | Taufname           | Bild                      |
| -------------- | ------------------ | ------------------------- |
| 525 001        | La Thielle/Zihl 1  | Taufname BLS RABe 525 001 |
| 525 002        | Schwarzwasser 1    | Taufname BLS RABe 525 002 |
| 525 003        | Emme 1             | Taufname BLS RABe 525 003 |
| 525 004        | La Broye 1         | Taufname BLS RABe 525 004 |
| 525 005        | Aare 1             | Taufname BLS RABe 525 005 |
| 525 005        | Menznau 2          | Wappen BLS RABe 525 005   |
| 525 006        | Gürbe 1            | Taufname BLS RABe 525 006 |
| 525 006        | Willisau 2         | Wappen BLS RABe 525 006   |
| 525 007        | Gäbelbach 1        | Taufname BLS RABe 525 007 |
| 525 007        | Huttwil 2          | Wappen BLS RABe 525 007   |
| 525 008        | La Sarine/Saane 1  | Taufname BLS RABe 525 008 |
| 525 009        | Schwarzsee 1       | Taufname BLS RABe 525 009 |
| 525 010        | Gerzensee 1        | Taufname BLS RABe 525 010 |
| 525 010        | LINA               | Taufname BLS RABe 525 010 |
| 525 011        | Müntschemier 2     | Wappen BLS RABe 525 011   |
| 525 012        | Mühleberg 2        | Wappen BLS RABe 525 012   |
| 525 013        | Konolfingen 1 2    | Wappen BLS RABe 525 013   |
| 525 014        | Wohlensee 1        | Taufname BLS RABe 525 014 |
| 525 017        | Grabebach 1        | Taufname BLS RABe 525 017 |
| 525 018        | Thunersee 1        | Taufname BLS RABe 525 018 |
| 525 020        | Scherlibach 1      | Taufname BLS RABe 525 020 |
| 525 022        | Worble 1           | Taufname BLS RABe 525 022 |
| 525 026        | Chräbsbach 1       | Taufname BLS RABe 525 026 |
| 525 027        | Glütschbach 1      | Taufname BLS RABe 525 027 |
| 525 028        | La Bibera/Bibere 1 | Taufname BLS RABe 525 028 |
| 525 033        | Wankdorf 1 3       | Taufname BLS RABe 525 033 |

## Weiterentwicklung
Für den Einsatz als RegioExpress auf der Lötschberglinie ab Ende 2008 wurden von der BLS unter dem Projektnamen PaNINA dreizehn Panorama-Triebzüge bei Bombardier bestellt. Sie basieren weitgehend auf den NINA, besitzen aber eine komfortablere Ausstattung. Die Inbetriebnahme der ersten Serie war von Problemen begleitet und erfolgte zu spät. Die zweite Serie konnte bis zum Frühjahr 2010 in Betrieb gesetzt werden, bis 2012 wurde die Serie mit einer dritten Bestellung auf 25 Fahrzeuge aufgestockt.

## Strecken
Der RABe 525 wird auf folgenden Strecken eingesetzt:

### S-Bahn Bern
- S 5 Bern – Kerzers (Flügelung) – Neuchâtel / Murten/Morat – Avenches
- S 35 Kerzers – Kallnach – Aarberg – Lyss
- S 36 Lyss – Dotzigen – Büren a. A.
- S 42 Konolfingen – Grosshöchstetten – Walkringen – Hasle-Rüegsau
- S 43 Thun – Steffisburg – Oberdiessbach – Konolfingen
- S 44 Thun – Belp – Bern – Burgdorf (Flügelung) – Sumiswald-Grünen / Solothurn  (nur Zugteil nach Sumiswald, vereinzelt auch nach Solothurn)
- S 51 Bern – Bern Brünnen Westside
- S 52 Bern – Kerzers (Flügelung) (– Ins – Neuchâtel) / Murten/Morat (– Payerne)   (– Murten – Payerne)

### S-Bahn Zentralschweiz
- S 77 Luzern – Willisau